# BMW E32
BMW E32 (eller BMW 7-serie) är en personbil, tillverkad av den tyska biltillverkaren BMW mellan 1986 och 1994.

## BMW E32
Den andra generationens 7-serie introducerades hösten 1986 med sexcylindriga motorer. Sommaren 1987 tillkom modellen 750iL med V12:a, den korta varianten 750i kom i början på 1988. Våren 1992 kom de åttacylindriga 730i och 740i, då togs 735i bort medan 730i M30 levde kvar som lågprisalternativ.
E32 var först med ett par utrustningsdetaljer nämligen xenonljus 1991 och PDC (parkeringssensorer fram/bak) 1990.

## Motor
| Modell | Årsmodell | Motor                    | Cylindervolym | Effekt | Bränslesystem      |
| ------ | --------- | ------------------------ | ------------- | ------ | ------------------ |
| 730i   | 1987-94   | M30: 6-cyl radmotor SOHC | 2985 cm³      | 188 hk | Bränsleinsprutning |
| 735i   | 1987-92   | M30: 6-cyl radmotor SOHC | 3430 cm³      | 211 hk | Bränsleinsprutning |
| 750i   | 1988-94   | M70: 12-cyl V-motor SOHC | 4988 cm³      | 300 hk | Bränsleinsprutning |
| 730i   | 1993-94   | M60: 8-cyl V-motor DOHC  | 2997 cm³      | 218 hk | Bränsleinsprutning |
| 740i   | 1993-94   | M60: 8-cyl V-motor DOHC  | 3982 cm³      | 286 hk | Bränsleinsprutning |